# Barcelonne
Barcelonne település Franciaországban, Drôme megyében. Lakosainak száma 341 fő (2022. január 1.). Barcelonne Chabeuil, Combovin és Montvendre községekkel határos.

## Népesség
A település népességének változása:
| Lakosok száma | 152  | 233  | 347  | 361  | 348  | 350  | 349  | 354  | 354  | 341  |
|               | 1968 | 1982 | 1990 | 2006 | 2013 | 2015 | 2017 | 2019 | 2020 | 2022 |